# Dendrobium maierae
Dendrobium maierae är en orkidéart som beskrevs av Johannes Jacobus Smith. Dendrobium maierae ingår i släktet Dendrobium, och familjen orkidéer. Inga underarter finns listade i Catalogue of Life.